# هیرشتال (آلمان)
هیرشتال (به آلمانی: Hirschthal) یک شهر در آلمان است که در زودوستپفالتس واقع شده‌است. هیرشتال ۱۱۴ نفر جمعیت دارد.